# Georg-August Zinn

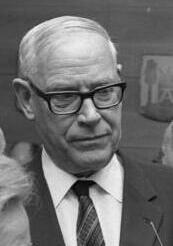
Georg-August Zinn (1967)

Georg-August Zinn (* 27. Mai 1901 in Frankfurt am Main; † 27. März 1976 ebenda) war ein deutscher Jurist und Politiker (SPD). In den Jahren 1950 bis 1969 war er hessischer Ministerpräsident.

## Jugend und Ausbildung
Georg-August Zinn wurde am 27. Mai 1901 als zweites Kind des Oberingenieurs Konrad Zinn und dessen Frau Marie Zinn geb. Hinterthür in Frankfurt-Sachsenhausen geboren. Neben einer älteren Schwester hatte er noch zwei jüngere Brüder. Bedingt durch häufige Berufswechsel des Vaters war die Familie mehrfach gezwungen, den Wohnort zu wechseln.
Zinn besuchte die Holbeinschule und das Sachsenhäuser Gymnasium in Frankfurt am Main, die Oberrealschule in Bielefeld und die Oberrealschule vor dem Holstentor in Hamburg. Nach einer kurzen Zeit als Soldat an der Westfront im Jahr 1918 legte er im März 1920 das Abitur an der Oberrealschule I in Kassel ab.
Schon früh kam Georg-August Zinn auch mit den Sorgen und Nöten der Arbeiter und ihrer Familien in Berührung, so dass er sich trotz des Umstandes, aus einem eher zentrumsnahen Elternhaus zu stammen, den Sozialdemokraten zugehörig fühlte. Noch vor seinem Abitur trat er 1919 der SPD bei.
Nur kurz nach seinem Abitur verstarb im Mai 1920 sein Vater, so dass die Familie fast gänzlich ohne Versorgung dastand. Die ursprüngliche Idee, ein Studium aufzunehmen, musste fallengelassen werden, da er als ältester Sohn die Ernährung der Familie sicherzustellen hatte. Die von Zinn schon länger durchgeführten Nachhilfestunden für technische Angestellte der Fa. Henschel & Sohn reichten nicht aus, so dass er sich entschloss, eine Ausbildung bei der Stadtverwaltung in Kassel zum Kommunalbeamten zu beginnen. Nach Ende der Ausbildung arbeitete Zinn als Kommunalbeamter im gehobenen Dienst bei der Stadt Kassel.
Ab 1923 ließ er sich ohne Bezüge beurlauben und absolvierte ein Studium der Rechts- und Staatswissenschaften in Göttingen und Berlin, welches er im Jahr 1927 mit dem Ersten und 1931 mit dem Zweiten juristischen Staatsexamen beendete. Danach schied er aus der Kasseler Stadtverwaltung aus und ließ sich in Kassel als Rechtsanwalt nieder.

## Politik in der Weimarer Republik
Schon zu dieser Zeit war Georg-August Zinn für die Sozialdemokraten politisch aktiv. In Göttingen trat er einer sozialistischen Studentenbewegung bei, in Berlin war er darüber hinaus Vorsitzender der dortigen Sozialistischen Studentenbewegung. Im Jahr 1925 wurde er in die Leitung des Kurhessischen Reichsbanners Schwarz-Rot-Gold in Kassel gewählt, eines zum Schutz der Republik im Jahr 1924 gegründeten demokratischen Bündnisses. Im November 1929 wurde Zinn für die SPD als jüngster Abgeordneter ins Kasseler Stadtparlament gewählt.
Dort wurde er einer der schärfsten Gegner von Roland Freisler, dem späteren Präsidenten des Volksgerichtshofs. In einer scharfen Auseinandersetzung im Stadtparlament, bei der Freisler in der ihm eigenen Art tobte, bestellte Zinn einen Krankenwagen und Zwangsjacken, um einen Tobsüchtigen abholen zu lassen.

## Arbeit und Widerstand gegen den Nationalsozialismus
Nach der nationalsozialistischen Machtergreifung nahmen Übergriffe gegen die demokratischen Parteien stetig zu. Trotzdem wurde Zinn bei der Kommunalwahl am 16. März 1933 als einer von 16 Sozialdemokraten erneut in das Kasseler Stadtparlament gewählt. Im Juni untersagte ihm der Kasseler Polizeipräsident die Ausübung des Mandats.
Zinn und weitere aufrechte Demokraten versuchten, sich den Nationalsozialisten entgegenzustellen. Nach der Besetzung des sozialdemokratischen „Kasseler Volksblattes“ durch die Nationalsozialisten lagerten im Verlagsgebäude noch Pistolen des Reichsbanners Schwarz-Rot-Gold. Da die Waffen nicht an die Nationalsozialisten fallen sollten, verkleideten sich Zinn und sein Freund Willi Goethe als Bauarbeiter und schafften es, die Waffen in Schubkarren unter alten Zementsäcken aus dem Gebäude zu entfernen und in der Fulda zu versenken.
Als Anwalt setzte sich Georg-August Zinn weiterhin gegen das Nazi-Regime ein. Er verteidigte unter anderem den Kasseler Bezirkssekretär der SPD und späteren Fraktionsvorsitzenden der SPD Hessen Rudolf Freidhof, der wegen „Greuelpropaganda“ angeklagt wurde, weil er auf Misshandlungen der SA hingewiesen hatte. Zinn und sein Bruder Fritz fotografierten die in Krankenhäusern liegenden, von der SA misshandelten Bürger in ihren Betten und legten die Aufnahmen dem Staatsanwalt vor, sodass das Verfahren gegen Freidhof eingestellt wurde.
Im Juli 1933 wurde Zinn mit einer Gruppe führender Sozialdemokraten unter dem Vorwurf, er gehöre zu den „ehemaligen Freunden Philipp Scheidemanns“, des früheren SPD-Reichskanzlers und Oberbürgermeisters Kassels, in „Schutzhaft“ genommen.
Nach seiner Freilassung musste er Durchsuchungen seiner Anwaltspraxis über sich ergehen lassen, außerdem wurde ihm verboten, als Verteidiger in politischen Prozessen aufzutreten. Dies führte zwar zu einem Rückgang der Anzahl seiner Klienten, hinderte Zinn aber nicht daran, sich weiterhin als Anwalt für Juden und „Zigeuner“ einzusetzen.
Aufsehen erregte auch eine von Zinn im Namen des früheren preußischen Ministerpräsidenten Otto Braun (SPD) vor dem Landgericht erwirkte einstweilige Verfügung gegen den damaligen NSDAP-Gaupropagandaleiter und späteren Gauleiter Karl Gerland.
Nach der Verhaftung und den Repressalien der Nationalsozialisten, die Mutter Zinns war zwischenzeitlich ebenfalls inhaftiert worden, wurde Zinn vorsichtiger, hielt jedoch Kontakt zur Widerstandsgruppe Roter Stoßtrupp, zu deren Führungsstab auch sein jüngerer Bruder Karl gehörte. Nach der Verhaftung und Verurteilung des Bruders durch den Volksgerichtshof zu sieben Jahren Haftstrafe gelang es Georg-August Zinn, weiterhin engen Kontakt zu seinem inhaftierten Bruder Karl zu halten. Mehrfach konnte er Kassiber in und aus dem Zuchthaus schmuggeln. Karl Zinn wurde im Januar 1939 aus der Haft entlassen. Karl Zinn blieb weiter unter der Beobachtung der Gestapo und wurde während dieser Zeit regelmäßig gemaßregelt. Er starb im Jahr 1943 in Berlin bei Aufräumarbeiten durch eine Bombe.

## Militärdienst
Im Jahr 1940 wurde Zinn zur Wehrmacht eingezogen, zuerst zu einer neunmonatigen vormilitärischen Ausbildung in einer Wehrmannschaft, die unter der Leitung der SA stattfand. Diese Ausbildung wurde im 21. Jahrhundert posthum in Zeitungsberichten und auf einer Tagung zur Vorstudie zur NS-Vergangenheit hessischer Landtagsabgeordneter als eine mögliche Belastung Zinns durch eine Einbindung in NS-Organisationen diskutiert. Den Sachverhalt stufte der Historiker Hans-Peter Klausch auf einer Historikertagung als keinen den ehemaligen Ministerpräsidenten belastenden Faktor ein. Zu dieser Zeit, so Klausch, hätten „Hunderttausende diese vormilitärische Ausbildung durchlaufen“.
Im Anschluss kam Zinn zu einem Ersatzbataillon, welches zuerst in Frankreich stationiert war. Beim Militär war er wieder als Anwalt tätig und verteidigte u. a. auch französische Arbeiter, die der Sabotage angeklagt waren.
Zinn war weiterhin unter der Beobachtung der Gestapo. Als er merkte, dass er verhaftet werden sollte, ließ er sich mit Hilfe eines Freundes an die Ostfront versetzen. Dort war er weiterhin auch als Verteidiger in Kriegsgerichtsprozessen tätig; u. a. verteidigte er mehrfach erfolgreich Kameraden, denen Selbstverstümmelung vorgeworfen wurde und deshalb die Todesstrafe drohte.
Während der Zeit in Russland wurde er mit dem Eisernen Kreuz 2. Klasse ausgezeichnet. Mehrfach versuchten seine Vorgesetzten, ihn auf Offizierslehrgänge in Deutschland zu schicken, jedoch lehnte Zinn dies ab, immer im Bewusstsein der damit verbundenen Überprüfung durch die Gestapo.
Konspirative Verbindungen zu Adolf Reichwein und Ernst von Harnack und damit zum Umsturzversuch vom 20. Juli 1944 blieben unentdeckt. Als er nach dem 20. Juli 1944 von der Gestapo verhaftet werden sollte, entkam er dieser nur, weil sein Regimentskommandeur sagte, dass Zinn wohl gefallen sei.
Im Mai 1945 kam Zinn mit seiner Einheit in Österreich in amerikanische Gefangenschaft.

## Nachkriegszeit von 1945 bis 1950
Im Juni 1945 wurde Zinn aus der Kriegsgefangenschaft entlassen. Da er einer der wenigen unbelasteten Juristen war, setzen die Amerikaner ihn als Landgerichtsdirektor in Kassel ein.
Am 28. Oktober 1945 wurde Zinn der erste hessische Justizminister im Kabinett Geiler. Auch in der folgenden Regierung von Ministerpräsident Christian Stock blieb er Justizminister.
Im Jahr 1946 war Zinn zusammen mit Erwin Stein einer der Väter der neuen hessischen Verfassung, die am 1. Dezember 1946 als erste Verfassung aller westlichen Bundesländer mit überwältigender Mehrheit in einem Volksentscheid angenommen wurde.
1947 wurde Zinn in seiner Eigenschaft als Abgeordneter des hessischen Landtags in den bizonalen Wirtschaftsrat entsandt und war dort auch stellvertretender Präsident des Gremiums und Vorsitzender des Rechtsausschusses. Da die Amerikaner jedoch auf eine Trennung zwischen Abgeordnetenmandat und Ministeramt drängten, entschied sich Zinn für das Ministeramt.
Zinn wurde im August 1948 für das Bundesland Hessen in den Parlamentarischen Rat nach Bonn entsandt. Zinn war dort Vorsitzender der Ausschüsse Verfassungsgerichtshof und Rechtspflege sowie stellvertretender Vorsitzender des Ausschusses für Grundsatzfragen und Grundrechte. Zusammen mit Heinrich von Brentano (CDU) und Thomas Dehler (FDP) bildete er den Redaktionsausschuss. Dieser hatte die Aufgabe, einen in sich stimmigen Gesamtentwurf des Grundgesetzes zu erarbeiten. Somit gehörte er zu dessen Vätern.
Am 14. August 1949 kandidierte Zinn für den ersten deutschen Bundestag. In seinem Wahlkreis errang er das Direktmandat. Er legte daraufhin sein Amt als hessischer Justizminister nieder. Dem Deutschen Bundestag gehörte Zinn seit dessen erster Wahl 1949 bis zum 21. Januar 1951 an und vertrat dabei den Wahlkreis Kassel. In dieser Zeit war er auch Vorsitzender des Bundestagsausschusses zum Schutz der Verfassung. Erneut war er Mitglied des Deutschen Bundestages seit der Bundestagswahl 1961 bis zum 13. Dezember 1961.

## Ministerpräsident von 1950 bis 1969
Am 14. Dezember 1950 wurde Zinn vom Hessischen Landtag zum damals jüngsten Ministerpräsidenten der Bundesrepublik gewählt. Dazu bekleidete er vom 10. Januar 1951 bis zum 30. Januar 1963 erneut das Amt des hessischen Justizministers. Ebenfalls war er wie bereits von 1946 bis 1949 vom 10. Januar 1951 bis zum 30. Januar 1963 Direktor des hessischen Landespersonalamtes. Vordringlichste Aufgabe der neuen Regierung war einerseits der Wiederaufbau des stark zerstörten Bundeslandes Hessen, andererseits die Integration von fast einer Million Kriegsvertriebenen. Aufgrund der starken Zerstörung der Städte wie z. B. Kassel oder Frankfurt am Main (in Hessen waren 18 % der Wohnungen zerstört) wurden die Vertriebenen vornehmlich in ländlichen Regionen angesiedelt. Um den Flüchtlingen in den strukturschwachen Regionen Arbeit geben zu können, wurden Ansiedlungen von Industriebetrieben und Gründungen von Flüchtlingsbetrieben verstärkt gefördert.
In Folge des konsequenten Ausbaus der Infrastruktur und der Förderung der Industrie gelang unter Zinn nicht nur die Integration der Flüchtlinge, sondern auch die Schaffung zahlreicher Arbeitsplätze. So entstanden 14.000 Flüchtlingsbetriebe mit fast 90.000 Dauerarbeitsplätzen. So wurde Hessen nach und nach zum attraktiven Wirtschaftsstandort. Insbesondere Chemie-, Auto- (z. B. VW-Werk in Baunatal) und Elektroindustrie wurden zu wichtigen Arbeitgebern in Hessen. Auch ging der Ausbau des Frankfurter Flughafens zu einem internationalen Großflughafen auf die persönliche Initiative von Zinn zurück, dessen langjähriges Aufsichtsratsmitglied er von 1947 bis 1955 und Vorsitzender von 1955 bis 1971 war.
Im Jahr 1956 berief Zinn den Sozialdemokraten Fritz Bauer als hessischen Generalstaatsanwalt und begründete damit eine neue Epoche der Aufarbeitung der Verbrechen in der Zeit des Nationalsozialismus. Fritz Bauer war Jude und Sozialdemokrat und musste deshalb emigrieren. Er hatte sich als Staatsanwalt in Braunschweig einen Namen als konsequenter Aufklärer der Verbrechen der Zeit des Nationalsozialismus gemacht. Unter Bauer kam es neben einer Vielzahl von Prozessen gegen Naziverbrecher zu den sogenannten Auschwitz-Prozessen in Frankfurt, bei denen erstmals konsequent versucht wurde, die im KZ Auschwitz begangenen Verbrechen aufzuklären und die Täter zu bestrafen. Zinn gab Bauer in der problematischen Nachkriegszeit die notwendige politische Rückendeckung bei den damals als sehr unbequem empfundenen und nicht von allen gewollten Aufklärungen der Gräuel der Zeit des Nationalsozialismus. Beide Männer verband ein enges Vertrauensverhältnis, was sich u. a. daran zeigte, dass Bauer Zinn als einzigen einweihte, als er Kenntnis erlangte über den Aufenthaltsort von Adolf Eichmann in Argentinien. Beide Männer beschlossen, die deutschen Bundesbehörden nicht zu benachrichtigen, in denen auch schwer belastete Nationalsozialisten wie Hans Globke oder Reinhard Gehlen trotz ihrer Verbrechen wieder höchste und machtvolle Ämter eingenommen hatten. Sie teilten den Aufenthaltsort von Eichmann stattdessen direkt den israelischen Behörden mit. Es liegen Hinweise vor, dass der Aufenthaltsort Eichmanns in nationalsozialistisch belasteten bzw. rechten Geheimdienstkreisen stets bekannt war. Die offizielle Benachrichtigung Israels durch Bauer führte dann zur Entführung Eichmanns durch israelische Agenten nach Israel, wo er angeklagt und verurteilt wurde. Gaby Weber liefert zudem Hinweise dafür, dass geheime Absprachen zwischen den Geheimdiensten der BRD und Israel zu der sehr zeitnahen Hinrichtung Eichmanns nach der Urteilsverkündung geführt haben. Dadurch hat man gemeinschaftlich verhindert, dass Adolf Eichmann Informationen über Persönlichkeiten wie Globke oder Gehlen an Strafverfolger oder die Öffentlichkeit hätte weitergeben können, was indirekt das Vorgehen von Zinn und Bauer bestätigt, den Aufenthalt direkt an Israel weiterzugeben, um einer Vereitelung der Strafverfolgung durch nationalsozialistisch beeinflusste Stellen vorzubeugen.
In seiner Amtszeit als Ministerpräsident begnadigte Zinn im Januar 1958 den „Euthanasie“-Mörder Bodo Gorgaß, der wegen mindestens 1000 in der Tötungsanstalt Hadamar begangene Fällen von Krankenmord 1947 ursprünglich zum Tode, später zu 15 Jahren Zuchthaus verurteilt worden war.
Nachdem Zinn im Frühjahr 1969 einen lebensbedrohlichen Hirnschlag erlitten hatte, kündigte er am 27. August 1969 seinen Rücktritt als Ministerpräsident an und beendete seine politische Karriere.

## Familie
Zinn war zweimal verheiratet, zuletzt mit Christa Zinn, geborene Wöhler (1927–2002). Seine noch lebenden Söhne sind der Ökonomieprofessor Karl Georg Zinn, der Arzt Georg-Christian Zinn sowie der Jurist Philip-André Zinn.

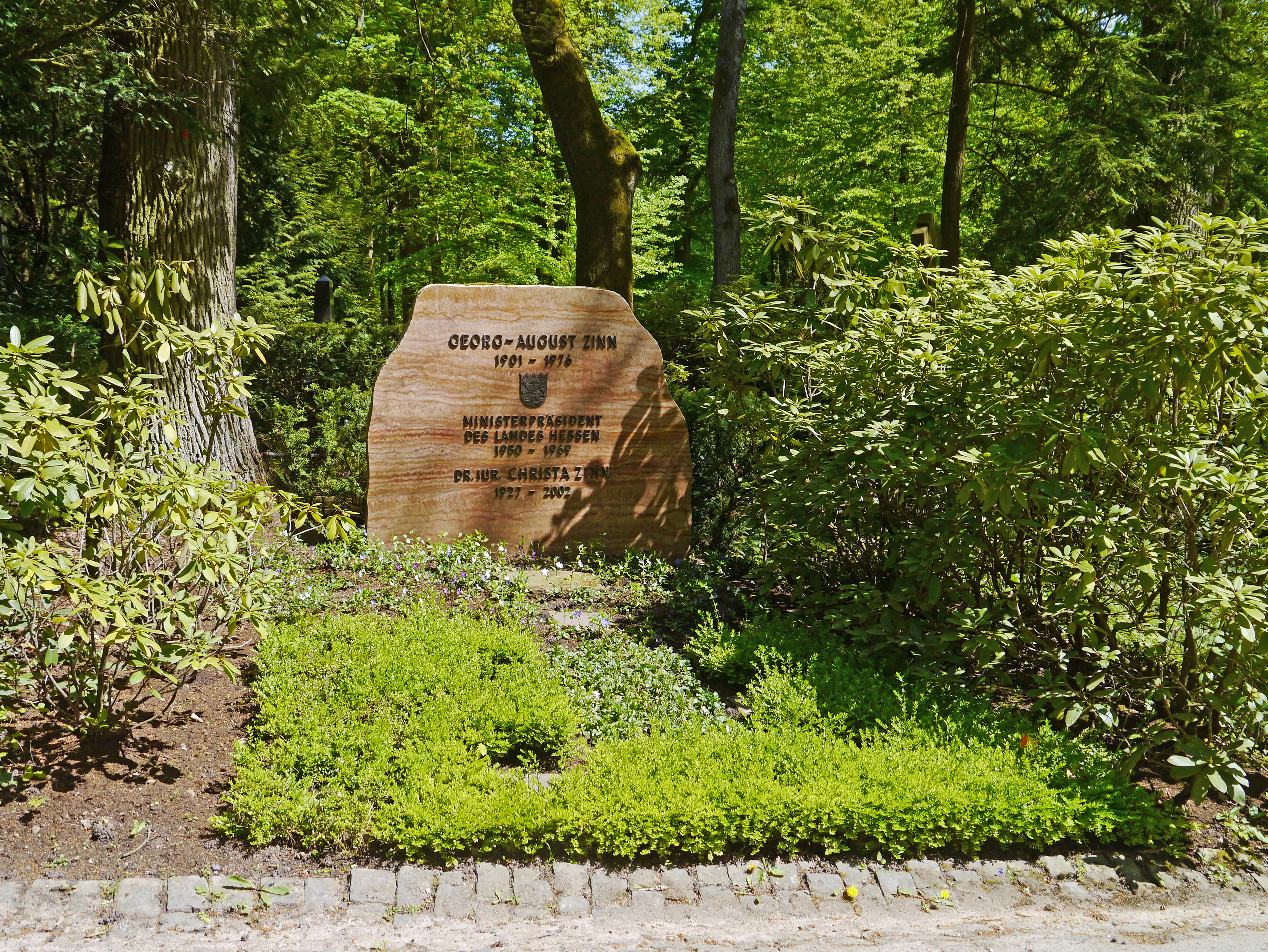
Grabmal Georg-August Zinns auf dem Nordfriedhof Wiesbaden

Georg-August Zinn wurde auf dem Nordfriedhof in Wiesbaden beigesetzt.

## Partei
Zinn war seit 1919 Mitglied der SPD. Zur Zeit der Weimarer Republik schloss er sich dem Reichsbanner Schwarz-Rot-Gold an. Von 1947 bis 1969 war er Landesvorsitzender der SPD Hessen. In den Jahren 1952 bis 1970 war Zinn im Parteivorstand der SPD. Nach dem Tode Kurt Schumachers wurde Zinn als künftiger Parteivorsitzender und Kanzlerkandidat gehandelt. Während des Bundestagswahlkampfes 1961 gehörte er zu der Regierungsmannschaft, die Willy Brandt am 25. November 1960 auf dem SPD-Bundesparteitag in Hannover vorstellte. Zinn war für den Fall des Wahlsieges als Bundesjustizminister vorgesehen. 1967 wurde er als Nachfolger von Heinrich Lübke für das Bundespräsidentenamt gehandelt.

## Öffentliche Ämter
Vom 1. Dezember 1946 bis zum 31. Oktober 1949 war Zinn in den Kabinetten Geiler und Stock hessischer Justizminister. Am 14. Dezember 1950 wurde er zum Ministerpräsidenten von Hessen gewählt. Dieses Amt übte er bis zum 3. Oktober 1969 aus und ist damit bis heute der hessische Ministerpräsident mit der längsten Amtszeit. In den Jahren 1950 bis 1963 bekleidete er in Personalunion auch das Amt des hessischen Justizministers, das er bereits vorher innehatte. 
Vom 7. September 1953 bis zum 6. September 1954 und vom 1. November 1964 bis zum 31. Oktober 1965 war Zinn turnusgemäß Bundesratspräsident. Vom 23. Juni 1955 bis 1969 war Zinn der vom Bundesrat bestimmte Kovorsitzende des Vermittlungsausschusses von Bundestag und Bundesrat.
Die Gründung der Hessischen Landeszentrale für Heimatdienst (heute: Hessische Landeszentrale für politische Bildung) im Jahr 1953 wurde durch ihn angeregt. 1961 initiierte Zinn zudem den Hessentag, eine jährliche Festveranstaltung des Landes Hessen an wechselnden Orten.

## Ehrungen

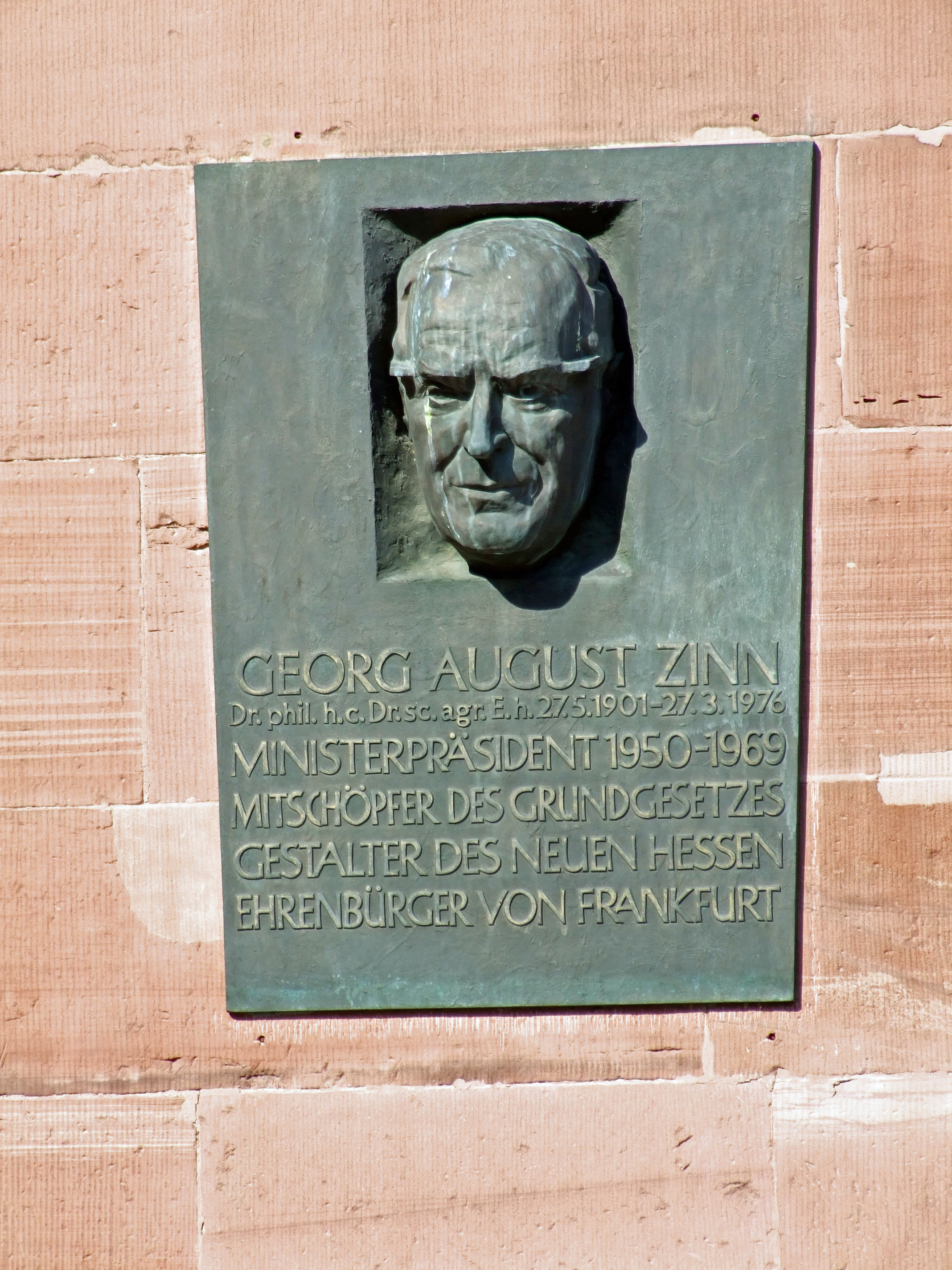
Gedenktafel an der Frankfurter Paulskirche

Georg-August Zinn wurde 1953 mit dem Großkreuz der Bundesrepublik Deutschland ausgezeichnet. Im Jahr 1971 erhielt er die Wilhelm-Leuschner-Medaille des Landes Hessen. Er war Ehrenbürger der Städte Frankfurt am Main, Wiesbaden und Kassel. Nach seinem Tode wurden verschiedene Schulen und Straßen nach ihm benannt. Unter anderem liegt die Staatskanzlei des hessischen Ministerpräsidenten in Wiesbaden an der Georg-August-Zinn-Straße. In Morschen ist die örtliche Grundschule nach Georg-August Zinn benannt.
Zu Ehren Zinns verleiht die hessische SPD seit dem Jahr 2002 regelmäßig den Georg-August-Zinn-Preis.

## Veröffentlichungen
- Zinn, Georg-August, Theodor Eschenburg, Theodor Heuss: Festgabe für Carlo Schmid zum 65. Geburtstag, Mohr (Siebeck), Tübingen 1962.
- Gemeinsam mit Erwin Stein: Die Verfassung des Landes Hessen. Kommentar. (Zinn/Stein), Gehlen, Bad Homburg v. d. H. 1954.